# Antônio Carlos Cerezo
Toninho Cerezo, de nom real Antônio Carlos Cerezo, (Belo Horizonte el 21 d'abril de 1955) és un exfutbolista brasiler.
Com a jugador destacà a les files del Clube Atlético Mineiro. Amb la UC Sampdoria arribà a la final de la Copa d'Europa de clubs l'any 1992. També fou jugador del São Paulo FC. Fou internacional amb la selecció del Brasil.